# Холевиньский, Юзеф
Юзеф Холевиньский (пол. Józef Holewiński; 17 марта 1848, Варшава — 20 января 1917, там же) — польский график, художник и, прежде всего, один из величайших польских ксилографов, реставраторов и граверов, плодотворно работавших в Варшаве с 1865 года по начало XX века.

## Биография
Юзеф Холевиньский родился 17 марта 1848 года в городе Варшаве.
В 1865—1890 г. — художественный руководитель журналов «Kłosу» и «Tygodnik Ilustrowany», а также «Wędrowec», где опубликовал множество портретов (в том числе основанных на фотографиях). До 1902 выполнял гравюры для немецкого иллюстрированного журнала «Moderne Kunst».
Выполнял гравюры с картин и рисунков Яна Матейко, Юлиуша Коссака и других знаменитых польских и зарубежных художников для польских периодических изданий.
Ближе к концу своей жизни, Юзеф Холевиньский, в основном, занимался пейзажами и портретами.
Обладатель ряда премий за выполненные им иллюстрации книг, газет и журналов.
Юзеф Холевиньский умер 20 января 1917 года в родном городе.

## Галерея

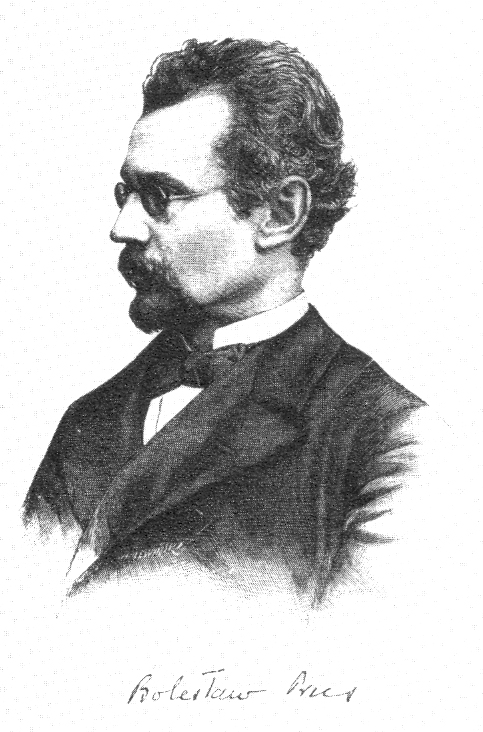
Портрет Болеслава Пруса на фронтисписе первого издания романа «Кукла» (1890). Художник Юзеф Холевиньский
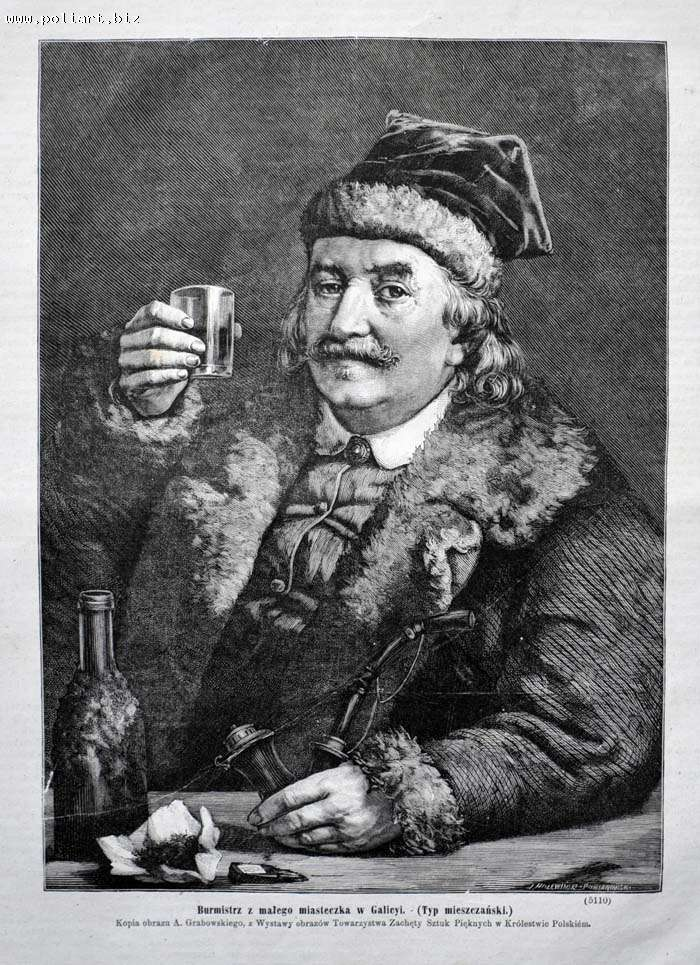
"Бургомистр малого местечка в Галиции". 1878
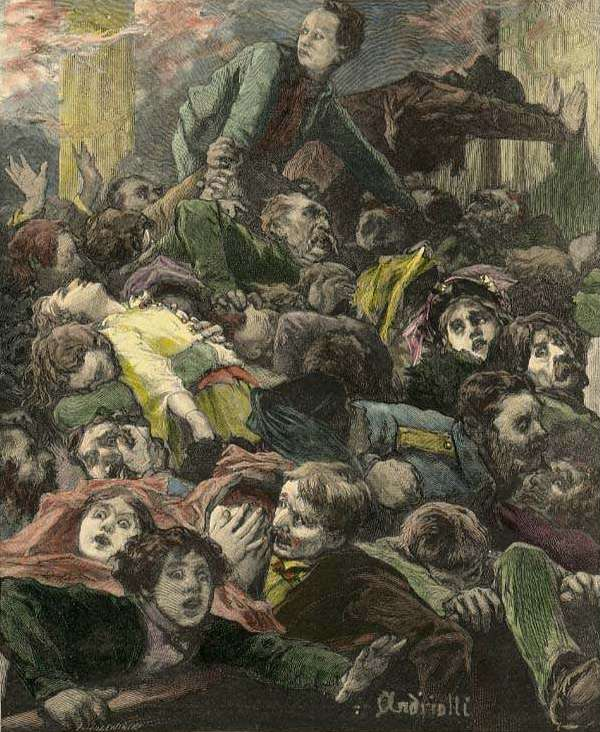
Цветная ксилография "Сцена пожара цирка в Бердичеве. 1883"
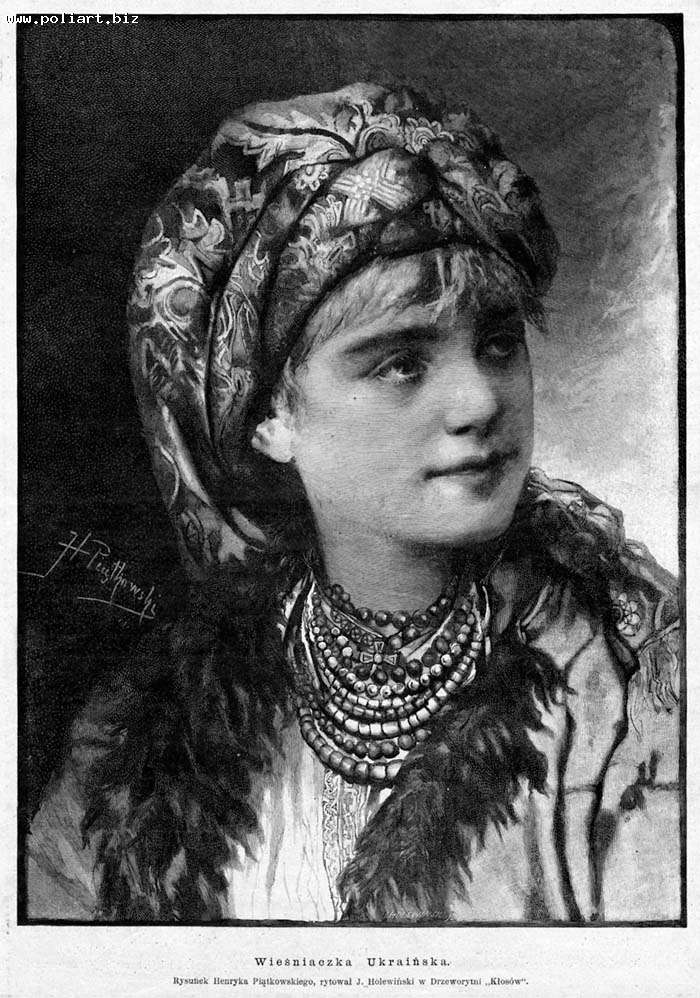
"Украинская крестьянка". 1886
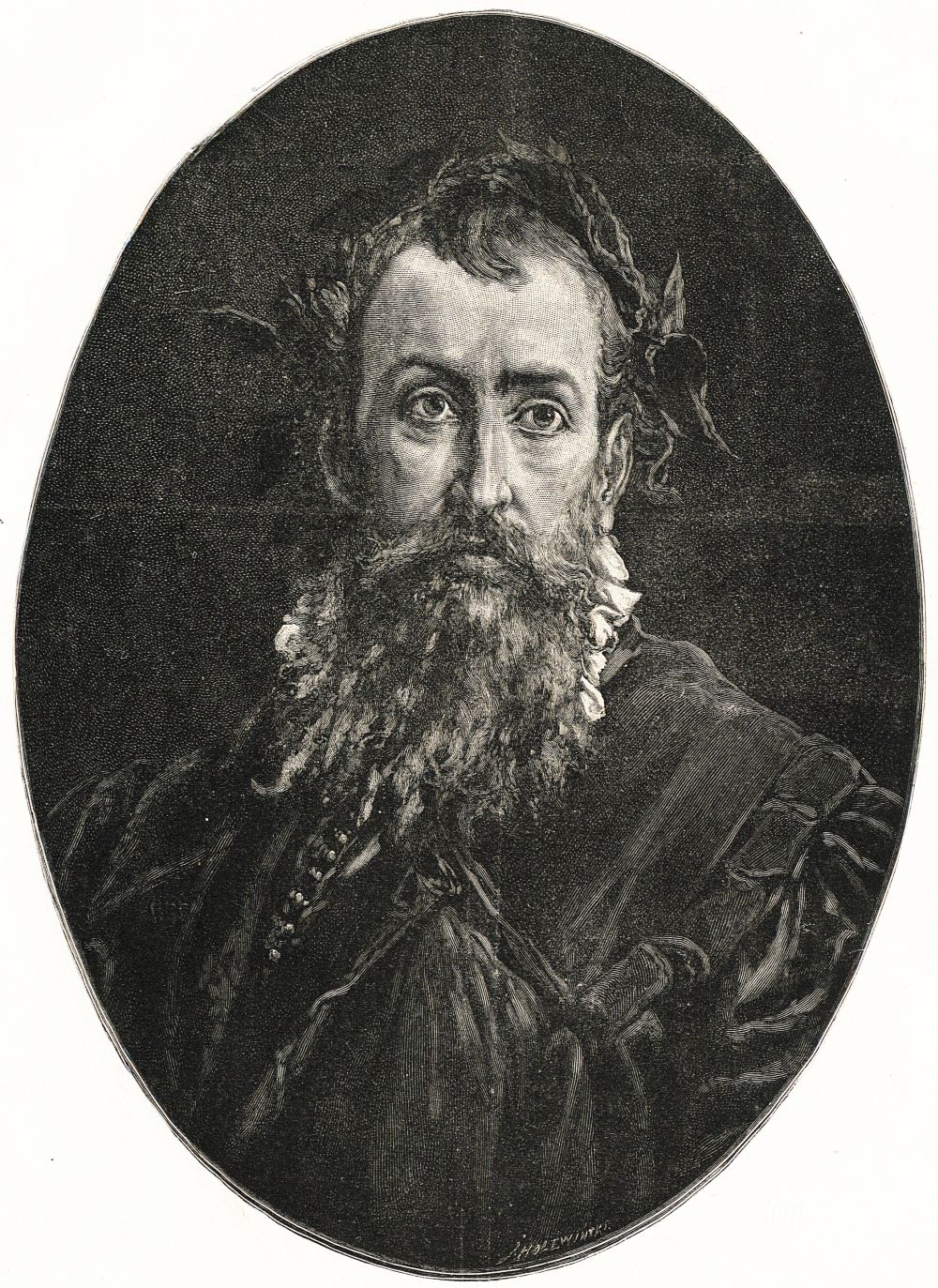
Портрет Яна Кохановского.